# 马鲁焦
马鲁焦（義大利語：Maruggio），是意大利塔兰托省的一个市镇。总面积48平方公里，人口5539人，人口密度115.4人/平方公里（2009年）。ISTAT代码为073014。